# 迷你裙

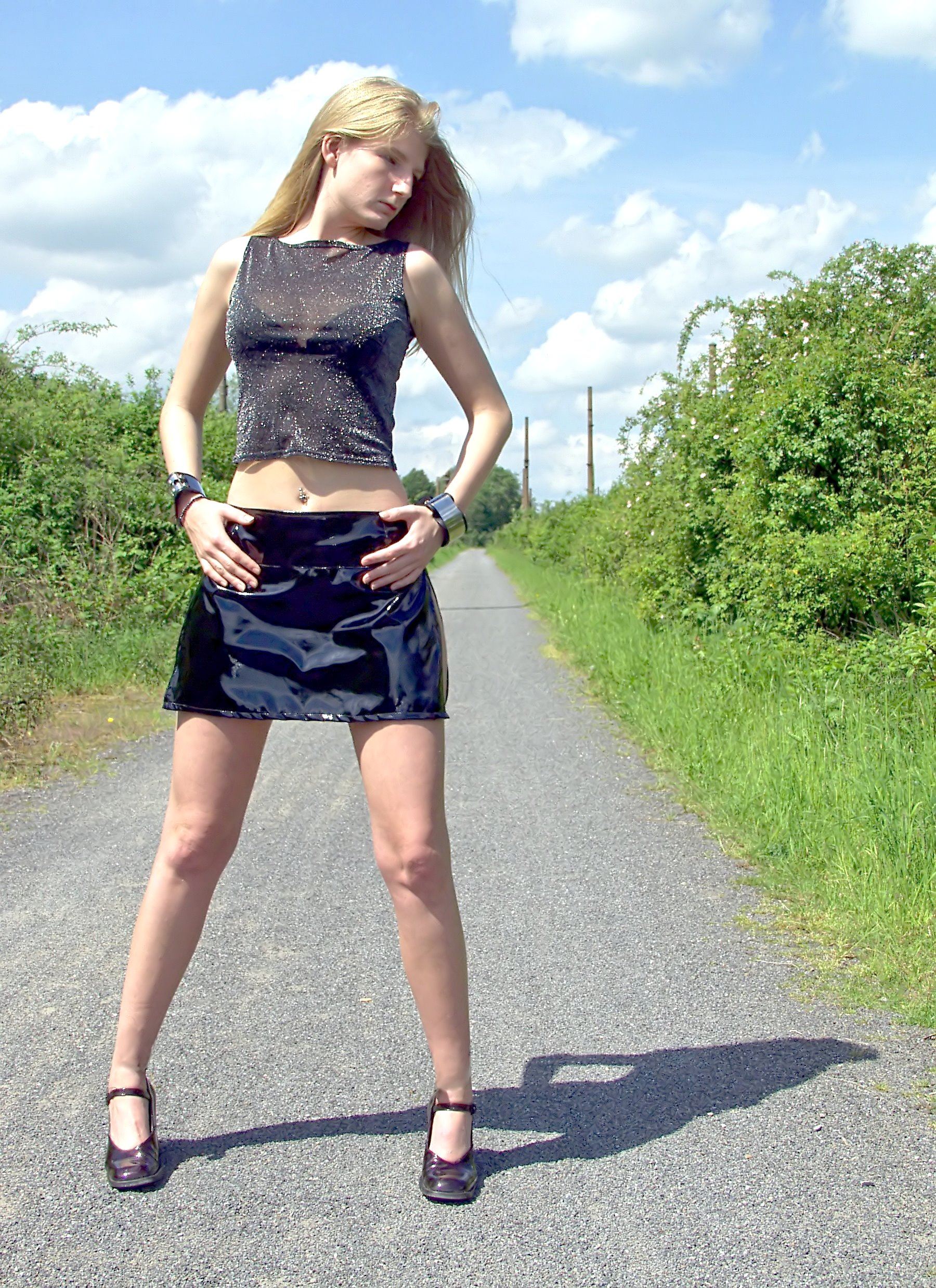
穿著迷你裙的女子

迷你裙是指一種短裙，特徵是當穿著者站立時，食指和無名指可以觸及裙子的底邊。儘管有些超出範圍，但人們經常會將裙邊高於膝蓋的短裙皆統稱為迷你裙。

## 緣起
儘管法國設計師安德烈·庫雷熱也常被指為是迷你裙的發明人，一般還是將迷你裙的發明歸功於從迷你（Mini）汽車產生靈感的時尚設計師瑪莉·官。亦有说法认为海伦·罗斯（Helen Rose）為1956年科幻電影《被遺忘的行星》（Forbidden Planet）的演員安妮·弗朗西斯（Anne Francis）製作的迷你裙才是其起源。
《時尚雜誌》（Vogue）的「年輕主義」（Young Ideas）編輯玛丽特·艾伦（Marit Allen）宣稱：「但Bates所设计的一種裸露上腹部並使用透明乙烯基材質的服飾設計，才是迷你裙的雛型，而非普遍認為的又瑪莉·官或安德烈·库雷热发明。」Bates為電視影集《復仇者》的黛安娜·瑞格所提供服飾裝扮被称之為摩登流行（Modern Style）。

## 瑪莉·官

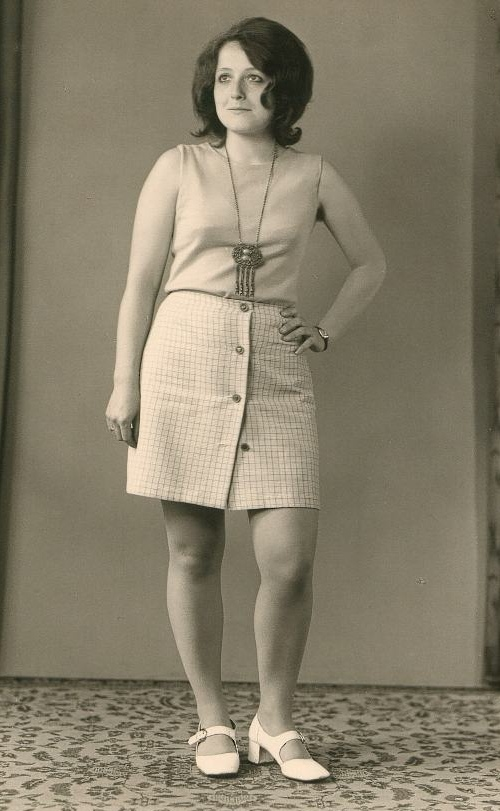
穿著迷你裙的女子，攝於1970年

瑪莉·官在倫敦（Chelsea）的國王路上開了一家名為Bazaar的服飾店，並在這間店內販售她所設計的產品。1950年代後期，她開始進行關於短裙的實驗，這場實驗後來導致1965年迷你裙的誕生，是時尚史上一個重要的日期。
由於她在時尚倫敦的中心地位，迷你裙從小小一條的時尚街，登上了國際的時尚趨勢。

## 發展
迷你裙由安德烈·庫雷熱的大力提倡而普及化，他經由各別的發展與合併其概念到自己的摩登外型系列中——即1965年的春夏款式。他的迷你裙設計不是貼身的，並且搭配白色的「G0 go boot」為其註冊標誌。（G0 go boot為鞋跟較低、長度過膝的靴子，搭配60年代流行的舞蹈“Go-go dancing”应运而生。）因為將迷你裙介紹給高級女裝的流行業界，庫雷熱讓迷你裙變成更度更高、更體面的服裝，而不是只能期待在街邊看到的流行服飾。
在1960年代中旬，迷你裙衍生出更短的超短裙，超短裙的設計不會覆蓋超過內褲的底部，但常因穿起來就像腰帶而對其發展造成阻礙。流行時裝業大舉重回較長的裙子設計，像是midi與maxi。雖然保守的短裙重回主流，超短的迷你裙仍十分流行。
1980年代起，迷你裙開始进入辦公室，很多女士開始把迷你裙帶到工作間，迷你裙也成了可以穿著於正式場合的衣著，這種辦公服長度大約在大腿一半至三分之二處，色系主要是黑色和白色，以穩重基調為主。時至今日，迷你裙依然在办公室女性间风靡。

## 參閱
- Mary Quant, Quant on Quant (1966).